# Rémi Jegaan Dioh
Rémi Jegaan Dioh (également Rémi Diégane Dioh) est un chanteur sénégalais, auteur, compositeur et guitariste,,.  D'origine sérère, il a travaillé avec des artistes de renom comme Yandé Codou Sène. Il a fait des tournées en Europe, notamment en France, au Royaume-Uni et en Espagne ainsi qu'aux États-Unis avec des chœurs de Fadiouth et les Martyrs de l'Ouganda. Il s'est également produit en solo sur l'invitation du président de la Gambie, Yahya Jammeh. Sa mère était chanteuse et son père l'un des danseurs les plus réputés du Sénégal. L'essentiel de sa musique est chantée en langue sérère. Il a été enseignant avant de s'aventurer dans l'industrie musicale.
En 1985 avec sa chanson Imbokatwa Xani, un appel à l'unité, il a remporté le premier prix du Concours de musique du Bureau Sénégalais du Droit d'Auteur (BSDA),.
Au 2 juillet 2009, il avait composé plus de 364 chansons en sérère, wolof et français sur la base de la tradition musicale sérère Njuup, l'ancêtre du Mbalax,,. 
Il est l'un des premiers à introduire la guitare dans la musique folk sérère, ce qui n'a pas toujours été du goût de la diva sérère Yandé Codou Sène, plus stricte sur la préservation des traditions.
Il est l'auteur d'une cassette profane (1984), d'une cassette religieuse (2002), d'une cassette, d'un CD religieux (2006) et d'un CD profane (mars 2007),.

## Sélection de titres
- Rok Ndudaab
- Manga Siga
- Bukar O Kor Niid
- Maam Kura
- Belew Kadii
- HM!TOK'F A Refa
- Remy Diegane chante Senghor[4]